# Петрівка (Сахновщинська селищна громада)
Петрі́вка — село в Україні, у Берестинському районі Харківської області. Населення становить 31 осіб. До 2020 орган місцевого самоврядування — Новоолександрівська сільська рада.
Після ліквідації Сахновщинського району 19 липня 2020 року село увійшло до Красноградського (Берестинського) району.

## Географія
Село Петрівка знаходиться на правому березі річки Оріль в місці впадання в неї річки Куций, вище за течією річки Оріль на відстані 5 км розташоване село Корніївка, нижче за течією на відстані 1 км розташоване село Степанівка, вище за течією річки Куций на відстані 2,5 км розташоване село Нова Балка. Поруч проходить автомобільна дорога Р79.

## Історія
- 1875 - дата заснування.

## Населення

### Мова
Розподіл населення за рідною мовою за даними перепису 2001 року:
| Мова       | Кількість | Відсоток |
| ---------- | --------- | -------- |
| українська | 29        | 93.55%   |
| російська  | 2         | 6.45%    |
| Усього     | 31        | 100%     |